# Alto alemán medio
El alto alemán medio (en alemán Mittelhochdeutsch) es el ancestro de la lengua alemana moderna y fue hablado desde 1050 hasta 1350. Algunos lingüistas prefieren datar 1500 como el final del periodo del alto alemán medio.
La designación alto alemán medio se refiere a un conjunto de dialectos históricos, que en la actualidad han desaparecido, no debe confundirse con el concepto de alemán central (Mitteldeutsch) que es la designación usada para un conjunto de dialectos modernos del alemán actual.
El judeoalemán es el precursor del yiddish, que apareció en los siglos XIII y XIV como una variedad del alto alemán medio escrito en caracteres hebreos.

## Descripción lingüística

### Fonología
El alemán medio tenía un sistema fonológico similar al del alemán moderno, aunque presenta algunos fonemas vocálicos, diptongos y consonantes que han desaparecido en alemán moderno. El inventario vocálico es el siguiente:
|               | vocal anterior | vocal anterior | vocal anterior | vocal anterior | vocal central | vocal central | vocal posterior | vocal posterior |
| no redondeada | no redondeada  | redondeada     | redondeada     |                | vocal central | vocal central | vocal posterior | vocal posterior |
| breve         | larga          | breve          | larga          | breve          | larga         | breve         | larga           |                 |
| ------------- | -------------- | -------------- | -------------- | -------------- | ------------- | ------------- | --------------- | --------------- |
| cerrada       | i              | ī              | ü              | iu (yː)        |               |               | u               | ū               |
| semicerrada   | e              | ē              | ö              | œ              |               |               | o               | ō               |
| semiabierta   | ë              |                |                |                |               |               |                 |                 |
| abierta       | ä              | æ              |                |                | a             | ā             |                 |                 |

### Morfología
Declinación del nombre
En alto alemán mendio los nombres se dividen en dos grandes clases, según si la raíz acaba originalmente en vocal o consonante. Los nombres cuya raíz acaba en vocal siguen la llamada declinación fuerte, mientras que los acabdos en -n siguen de la declinación débil. En alemán medio las vocales finales del alto alemán antiguo se debilitan en e /ə/ o desaprecen, por eso términos que siguen la declinación fuerte parecen tener una raíz acabada en consonante. A continuación se da la declinación de algunos nombres masculinos:
| Número   | caso                              | Declinación fuerte | Declinación fuerte | Declinación fuerte | Declinación fuerte | Declinación fuerte | Declinación fuerte | Declinación fuerte | Declinación débil |
| Número   | caso                              | tipo I             | tipo I             | tipo I             | tipo II            | tipo III           | tipo IV            | tipo IV            | Declinación débil |
| -------- | --------------------------------- | ------------------ | ------------------ | ------------------ | ------------------ | ------------------ | ------------------ | ------------------ | ----------------- |
| singular | Nominativo                        | tac                | kil                | sē                 | hirte              | gast               | vater              | man                | bote              |
| singular | Acusativo                         | tac                | kil                | sē                 | hirte              | gast               | vater              | man                | boten             |
| singular | Genitivo                          | tages              | kils               | sēwes              | hirtes             | gastes             | vater(s)           | mannes, man        | boten             |
| singular | Dativo                            | tage               | kil                | sēwe               | hirte              | gaste              | vater              | manne, man         | boten             |
| plural   | Nominativo / Acusativo / Genitivo | tage               | kil                | sēwe               | hirte              | geste              | veter              | manne, man         | boten             |
| plural   | Dativo                            | tagen              | kiln               | sēwen              | hirten             | gesten             | vetern             | mannen             | boten             |
donde tac 'día' (> Tag), kil 'cálamo', sē 'mar, lago' (> See), hirte 'pastor' (> Hirt), gast 'extranjero' (> Gast), vater 'padre' (> Vater), man 'hombre' (> Mann), bote 'mensajero' (> Bote).
La declinación de los nombres neutros es similar a la de los masculinos, solo que en ellos siempre, la forma de acusativo y nominativo coinciden (esto es general en los neutros de las lenguas indoeuropeas):
| Número   | caso                   | Declinación fuerte | Declinación fuerte | Declinación fuerte | Declinación fuerte | Declinación fuerte | Declinación débil |
| Número   | caso                   | tipo I             | tipo I             | tipo I             | tipo I             | tipo II            | Declinación débil |
| -------- | ---------------------- | ------------------ | ------------------ | ------------------ | ------------------ | ------------------ | ----------------- |
| singular | Nominativo/ Acusativo  | wort               | venster            | künne              | knie               | lamp               | hërze             |
| singular | Genitivo               | wortes             | vensters           | künnes             | kniewes            | lambes             | hërzen            |
| singular | Dativo                 | worte              | venster            | künne              | knie(we)           | lambe              | hërzen            |
| plural   | Nominativo / Acusativo | wort               | venster            | künne              | knie               | lember             | hërzen            |
| plural   | Genitivo               | worte              | venster            | künne              | knie(we)           | lember             | hërzen            |
| plural   | Dativo                 | worten             | venstern           | künnen             | knie(we)n          | lembern            | hërzen            |
donde word 'palabra' (> Wort), venster 'ventana' (> Fenster), künne 'pariente', knie rodilla (> Knie), lamp 'cordero' (> Lamm), hërze 'corazón' (> Herz).
Para los nombres femeninos se tiene:
| Número   | caso                   | Declinación fuerte | Declinación fuerte | Declinación fuerte | Declinación débil |
| Número   | caso                   | tipo I             | tipo I             | tipo II            | Declinación débil |
| -------- | ---------------------- | ------------------ | ------------------ | ------------------ | ----------------- |
| singular | Nominativo             | gëbe               | zal                | kraft              | zunge             |
| singular | Acusativo              | gëbe               | zal                | kraft              | zungen            |
| singular | Genitivo Dativo        | gëbe               | zal                | krefte, kraft      | zungen            |
| plural   | Nominativo / Acusativo | gëbe               | zal                | krefte             | zungen            |
| plural   | Genitivo               | gëben              | zaln               | krefte             | zungen            |
| plural   | Dativo                 | gëben              | zaln               | kreften            | zungen            |
donde gëbe 'regalo' (> Gabe), zal 'número' (> Zahl), kraft 'fuerza' (> Kraft), zunge 'lengua' (> Zunge).

## Del alemán antiguo al alemán medio

### Cambios fonológicos
Los cambios en el sistema fonológico que ocurrieron en entre el estado del alto alemán antiguo (AAA.) del alto alemán medio, no fueron tan numerosos como los ocurridos entre el protogermánico y el alto alemán antiguo. Aunque el sistema fonológico del alto alemán medio (AAM.) está mucho más cercano al sistema fonológico del alemán moderno que del antiguo, y los textos de la Baja Edad Media no traducidos son comprendidos con dificultad por los hablantes modernos. Algunos de los cambios importantes acontecidos en el sistema vocálico en alto alemán medio son:
- El principal cambio en el sistema fonológico del alemán medio alto fue el debilitamiento de las sílabas átonas. La razón de estos cambios fue un fuerte acento dinámico sobre la raíz que ya estaba en el germánico y el alto alemán antiguo. Este hecho condujo a una reducción, debilitamiento, elisión o pérdida de contraste en las vocales átonas y sílabas finales, donde las vocales pasaron a articularse como una vocal schwa ([ə]). Así, por ejemplo, se tienen los cambios: AAA. boto > AAM. bote o hōran > hœren.
- Palatalización o umlaut: Otro fenómeno importante en las vocales fue el umlaut (asimilación fonética del timbre vocálico), que comenzó ya en el alto alemán antiguo, pero solo ahora se completa afectando también a las vocales largas y los diptongos: AAA. sālida > AAM. sælde, kunni > künne, hōhiro > hoeher, gruozjan > grüezen. Algunos ejemplos con vocales breves son: AAM. mähte 'dar fuerza, impulsar' < AAA. mahti, AAM. hältet 'sostiene' < AAA. haltit. Similarmente aparecen los fonemas /ö, ü/ AAM. löcher 'agujeros' < AAA. lohhir, AAM. dünne 'delgado' < AAA. dunni.
- Monoptongaciones: en AAA. iu indicaba un diptongo pero AAM. monoptonga y aunque se sigue escribiendo iu designa a la vocal /yː/: AAA. liuiti 'gente' > AAM. liute > AMod. Leute.

### Cambios en la gramática
Entre los siglos X y XII se produjeron un importante número de cambios en la lengua alemana, esa transición diferencia el estadio conocido como alto alemán antiguo y el alto alemán medio. Los cambios morfológicos en el sistema reflejado en alemán medio dependieron en gran medida de cambios fonológicos. De importancia crucial aquí fue el debilitamiento de las vocales átonas en las sílabas finales de vocal schwa ([ə]).
Este cambio dio lugar a cambios dramáticos en la declinación de los sustantivos. Lo que inicialmente habían sido formas diferentes, diferenciadas por la vocal átona, pasaron a ser formas homófonas. Como ejemplo de esto, la declinación de la palabra bote (del antiguo alto alemán boto) registró los siguientes cambios:
| Caso                | Alemán antiguo | Alemán medio |
| ------------------- | -------------- | ------------ |
| Nominativo singular | boto           | bote         |
| Genitivo singular   | botin          | boten        |
| Dativo singular     | botin          | boten        |
| Acusativo singular  | botun          | boten        |
| Nominativo plural   | boton/botun    | boten        |
| Genitivo plural     | botōno         | boten        |
| Dativo plural       | botōm          | boten        |
| Acusativo plural    | boton/botun    | boten        |

Es decir, se pasó de 6 formas distintivas a solo 2, por lo que el caso gramatical pasó a reconocerse en su mayor parte del contexto no de la forma exacta de la palabra.

## Literatura

### Minnesänger
- Codex Manesse
- Walther von der Vogelweide
- Heinrich Frauenlob
- Oswald von Wolkenstein

### Épica
- Hartmann von Aue
- Wolfram von Eschenbach
- Gottfried von Strassburg
- Nibelungenlied
- Kudrun
- Ulrich von Türheim
- Rudolf von Ems
- Konrad von Würzburg

### Escritos no ficticios
- Annolied (Alto Germano Medio Temprano)
- Jans der Enikel
- Kaiserchronik
- Sachsenspiegel